# Canal Orfano

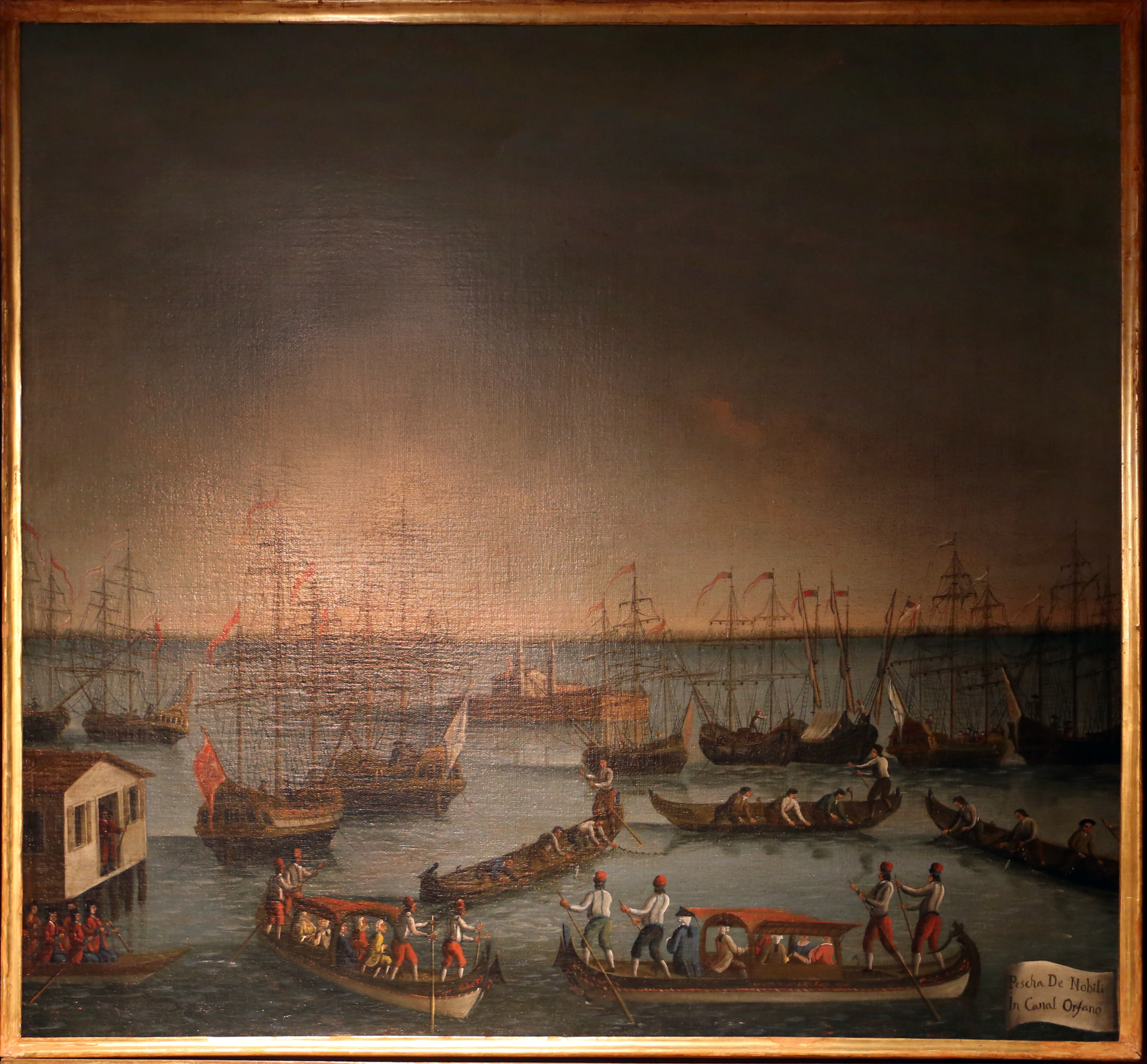
Gabriele Bella Pesca sul canale Orfano, 1779-92 ca

Il canal Orfano (o dell'Orfano) è un canale navigabile della laguna di Venezia.
Rappresenta il prosieguo del canale di Santo Spirito; comincia dall'isola di Santo Spirito e, muovendosi parallelamente al Lido, converge con il bacino di San Marco nel canale di San Nicolò all'altezza di San Servolo.
Il canal Orfano è quindi parte del percorso che permette di raggiungere Venezia dalla bocca di porto di Malamocco la quale, fino all'Ottocento, era l'unico degli accessi lagunari a garantire un pescaggio sufficiente al transito delle grandi imbarcazioni.
Le pratiche di giustizia segreta dei Tre inquisitori di stato, secondo tradizione, sembra prevedessero l'annegamento notturno nelle acque della laguna, nei pressi del canale detto per questo dell'Orfano.
L'idronimo è attestato per la prima volta in un documento del 1109 in cui l'isola di San Servolo è descritta come in capite Aquarioli iuxta canalem Orphanum. Orphanus, come in varie lingue e dialetti, ha probabilmente il significato di "povero" (d'acqua); delle paraetimologie lo mettono in relazione con i combattenti morti nel canale durante i conflitti insorti fra i centri lagunari, ovvero nella guerra tra i Veneziani e i Franchi di Pipino d'Italia.